# 약 안쓰고 아이 키우기
약 안쓰고 아이 키우기 줄여서 안아키는 항생제 과잉 처방과 백신 접종에서 벗어나 아이들의 자연치유를 주장하는 단체이다.
이 단체의 네이버 카페 이 카페의 비공개 전환 이후 새로 만들어진 안전하고 건강하게 아이 키우기 카페를 말한다. 한의사 김효진이 만들었다. 한편 김효진은 안아키 활동이 문제가 되어 2020년 1월 31일에 면허가 취소되었다. 3년 뒤에 '면허 취소 사유가 없어지거나 개전의 정이 뚜렷하다고 인정되면' 면허를 다시 교부할 수 있다. 김효진은 안아키 활동에는 지장이 없을 것이라고 밝혔다.

## 같이 보기
- 안전한 예방접종을 위한 모임